# Liga Mistrzów UEFA
Liga Mistrzów UEFA (ang. UEFA Champions League, wym. [ju:ˈeɪfə ˈtʃæmpiənz ˈli:g]) – międzynarodowe, europejskie, klubowe rozgrywki piłkarskie, utworzone z inicjatywy UEFA w 1992, jako kontynuacja Pucharu Europy Mistrzów Krajowych (zwanego też Pucharem Europy lub Pucharem Mistrzów) i regularnie prowadzone przez tę organizację od sezonu 1992/1993 w ramach europejskich pucharów. Przeznaczone dla najlepszych męskich drużyn klubowych (zajmujących czołowe miejsca w europejskich ligach krajowych) oraz rozgrywane na europejskich stadionach. Są to najbardziej prestiżowe klubowe rozgrywki piłkarskie w Europie.

## Historia rozgrywek

### Wcześniejsze turnieje rozgrywane w Europie
20 października 1900, kiedy nie było jeszcze FIFA i UEFA, odbył się w Paryżu we Francji pierwszy turniej piłkarski (piłka nożna na Letnich Igrzyskach Olimpijskich 1900). Udział w nim wzięły trzy kluby z Europy: Upton Park F.C. z Wielkiej Brytanii, USFSA XI z Francji i Université de Bruxelles z Belgii.
O pierwsze miejsce rywalizowały Upton Park F.C. i USFSA XI; wygrali Brytyjczycy. W meczu o drugie miejsce starli się Francuzi i Belgowie. Po wygranym meczu wicemistrzem został USFSA XI.

### Puchar Europejskich Klubów Mistrzowskich
Turniej został utworzony 26 lutego 1955 (jako pierwszy z europejskich pucharów klubowych w drużynowych konkurencjach sportowych) – z inicjatywy Gabriela Hanota, reportera francuskiego dziennika sportowego L’Équipe, a jego pierwszą edycję przeprowadzono w sezonie 1955/1956. Od I rundy (ewentualnie rundy eliminacyjnej) do fazy półfinałowej rozgrywany był on systemem pucharowym, tj. w formie dwumeczu (spotkanie „u siebie” i „na wyjeździe”), po którym zwycięzca awansował do kolejnej rundy, a przegrywający odpadał z rywalizacji. Pojedynkiem finałowym było jedno spotkanie, organizowane na neutralnym stadionie. 

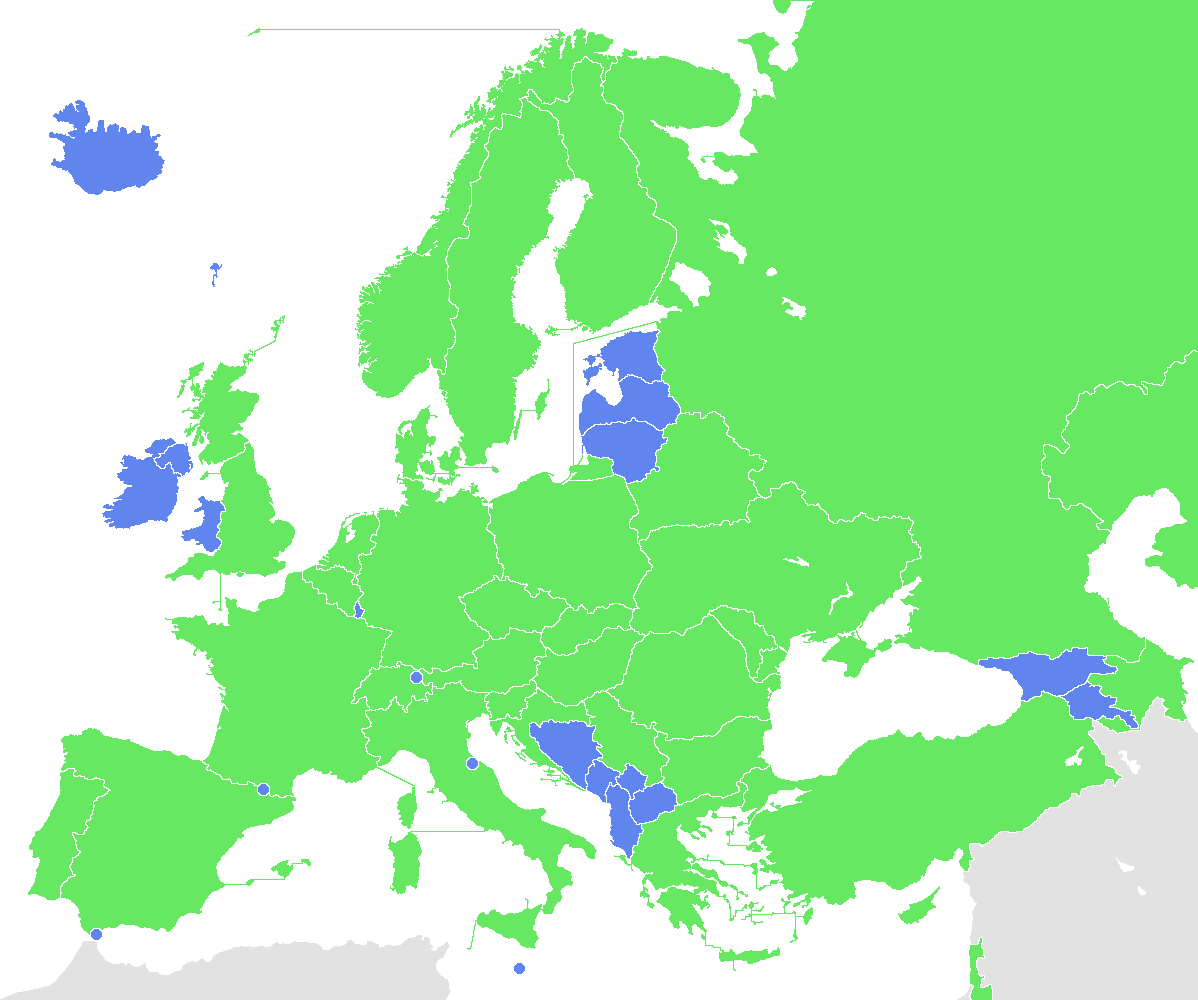
Mapa Państw przystępujących do fazy ligowej (daw. grupowej) UEFA Champions League
Członek UEFA przystępujący do fazy ligowej (daw. grupowej)
Członek UEFA, niebędący dotychczas reprezentowany w fazie ligowej (daw. grupowej) rozgrywek
Państwa niebędące członkami UEFA

     Członek UEFA przystępujący do fazy ligowej (daw. grupowej)
     Członek UEFA, niebędący dotychczas reprezentowany w fazie ligowej (daw. grupowej) rozgrywek
     Państwa niebędące członkami UEFA

### Zmiana formy rozgrywek – Liga Mistrzów
Od sezonu 1991/1992 zmagania przybrały formę rozgrywek grupowych (dwie 4-zespołowe grupy), z jednomeczowym finałem dla zwycięzców każdej z nich. Przed rozpoczęciem edycji 1992/1993 zmieniono ich oficjalną nazwę na „Liga Mistrzów”, gruntownie przy tym reformując ich formułę, przez co rywalizacja prowadzona pod tym szyldem stała się najbardziej prestiżowym i komercyjnym przedsięwzięciem piłki nożnej na świecie. W kolejnych sezonach powiększono liczbę uczestniczących w nim drużyn z 8 – przez 16 (od 1994/1995) i 24 (od 1997/1998) – do 32 (od 1999/2000), dopuszczając do udziału nie tylko mistrzów poszczególnych krajów, ale – w przypadku najsilniejszych federacji – również drużyny zajmujące drugie, trzecie, a nawet czwarte miejsca w końcowej tabeli najwyższego szczebla ligowego. Stworzono w ten sposób turniej  w którym rywalizują najlepsze drużyny europejskie, a niejednokrotnie na świecie. Dotychczas najczęściej w Lidze Mistrzów / PEMK triumfowały Real Madryt, A.C. Milan, Liverpool,
Bayern Monachium i FC Barcelona. Od momentu powstania Ligi Mistrzów w 1992 jedyną drużyną, która obroniła mistrzowski tytuł (2017), jest Real Madryt, a w 2018 zwyciężyli trzeci raz z rzędu. W sezonie 2024/2025 zadebiutował nowy format rozgrywek, w wyniku którego powstała faza ligowa w miejsce fazy grupowej. W tej fazie Ligi Mistrzów gra 36 zespołów, w miejsce 32 przed 2024 rokiem.

## Hymn Ligi Mistrzów
Oficjalny utwór rozgrywek Ligi Mistrzów UEFA jest adaptacją hymnu koronacyjnego Georga Friedricha Händla Zadok the Priest dokonaną przez Tony’ego Brittena w 1992. Został wykonany przez Royal Philharmonic Orchestra. Refren śpiewany jest w trzech oficjalnych językach UEFA: angielskim, francuskim i niemieckim. Pełna wersja utworu trwa około trzech minut. Istnieją również krótsze warianty hymnu poprzedzające i kończące każdy mecz rozgrywany w ramach rozgrywek pucharu.

## Trofeum

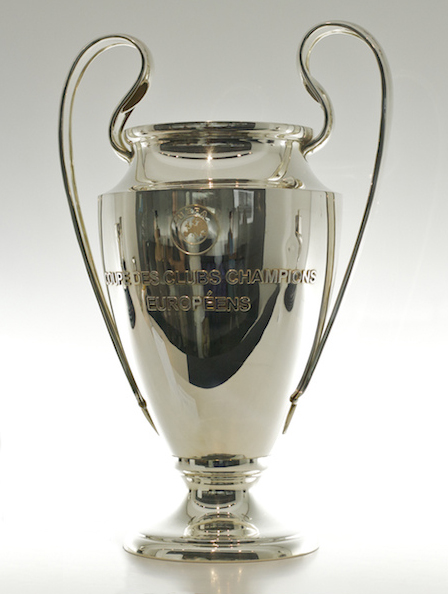
Puchar UEFA Champions League

Trofeum sportowym turnieju jest puchar wykonany ze srebra próby 925, o masie 11 kg i wysokości 74 cm. Zwycięzca zawodów puchar otrzymuje na 10 miesięcy na wypożyczenie od UEFA. Zwycięzca turnieju otrzymuje pomniejszoną (mającą maksymalnie 80% wielkości) kopię trofeum. Jeśli klub piłki nożnej zwyciężył trzy razy z rzędu w zawodach UEFA Champions League otrzymuje równowymiarową kopię COUPE DES CLUBS CHAMPIONS EUROPÉENS. Ta sama sytuacja zachodzi jeśli klub zwyciężył pięciokrotnie w zawodach Pucharu Europejskich Mistrzów Krajowych / Ligi Mistrzów. Skutkiem tego jest także to, że jeśli zespół piłkarski bez wcześniejszych tytułów zwycięzcy LM 6 razy z rzędu wygra turniej, to po trzech razach otrzymuje kopię 1:1 i kolejną kopię 1:1 po szóstym razie, a nie po piątym zwycięstwie (wynik kasowania po trzykrotnym zwycięstwie z rzędu). Obecny puchar jest szóstym, gdyż pozostałe zostały wręczone na stałe zespołom, które spełniły wcześniej opisane warunki. Obecny puchar jest z 2006, wykonany po piątym zwycięstwie w zawodach Liverpoolu i uzyskaniu trofeum na własność. W 2009 r. UEFA przyjęła zasadę, że nagroda rzeczowa UEFA Champions League nie będzie darowana zwycięzcom pięciokrotnym lub trzykrotnym z rzędu, a zespół zwycięski będzie mógł wykonać kopię 1:1. Na pucharze turnieju jest grawerowana nazwa zwycięzcy rywalizacji.

## Odznaka Ligi Mistrzów

### Honorowa odznaka
Honorowa odznaka Ligi Mistrzów została wprowadzona po raz pierwszy w rozgrywkach Ligi Mistrzów 2000/2001 dla klubów, które zdobyły trofeum na stałe. Sama odznaka pojawia się podczas rozgrywek Ligi Mistrzów na lewym rękawie. Obecnie jest to szara tarcza, która w tle posiada kontury pucharu Ligi Mistrzów w białym kolorze. Wcześniejsza wersja odznaki miała kolor ciemnoniebieski z białymi konturami trofeum. W tarczy wpisana jest również liczba zwycięstw w rozgrywkach danej drużyny. Odznakę przyznaje się drużynie, która 3 razy z rzędu zdobyła Puchar Europy Mistrzów Krajowych lub wygrała rozgrywki Ligi Mistrzów, bądź pięciokrotnie triumfowała w całej historii obu tych rozgrywek łącznie.
Honorową tarczę posiadają:
- Real Madryt 5 zwycięstw z rzędu, łącznie 15 tytułów,
- Ajax 3 zwycięstwa z rzędu,
- Bayern Monachium, 3 zwycięstwa z rzędu,
- A.C. Milan, 7. tytuł w sezonie 2006/2007,
- Liverpool, 6. tytuł w sezonie 2018/2019,
- FC Barcelona, 5. tytuł w sezonie 2014/2015.

### Symbol Ligi Mistrzów
Znajduje się na prawym rękawie każdego zawodnika podczas rozgrywek Ligi Mistrzów. Jest to okrągła tarcza przedstawiająca oficjalny symbol tych rozgrywek.

### Tarcza zwycięzcy

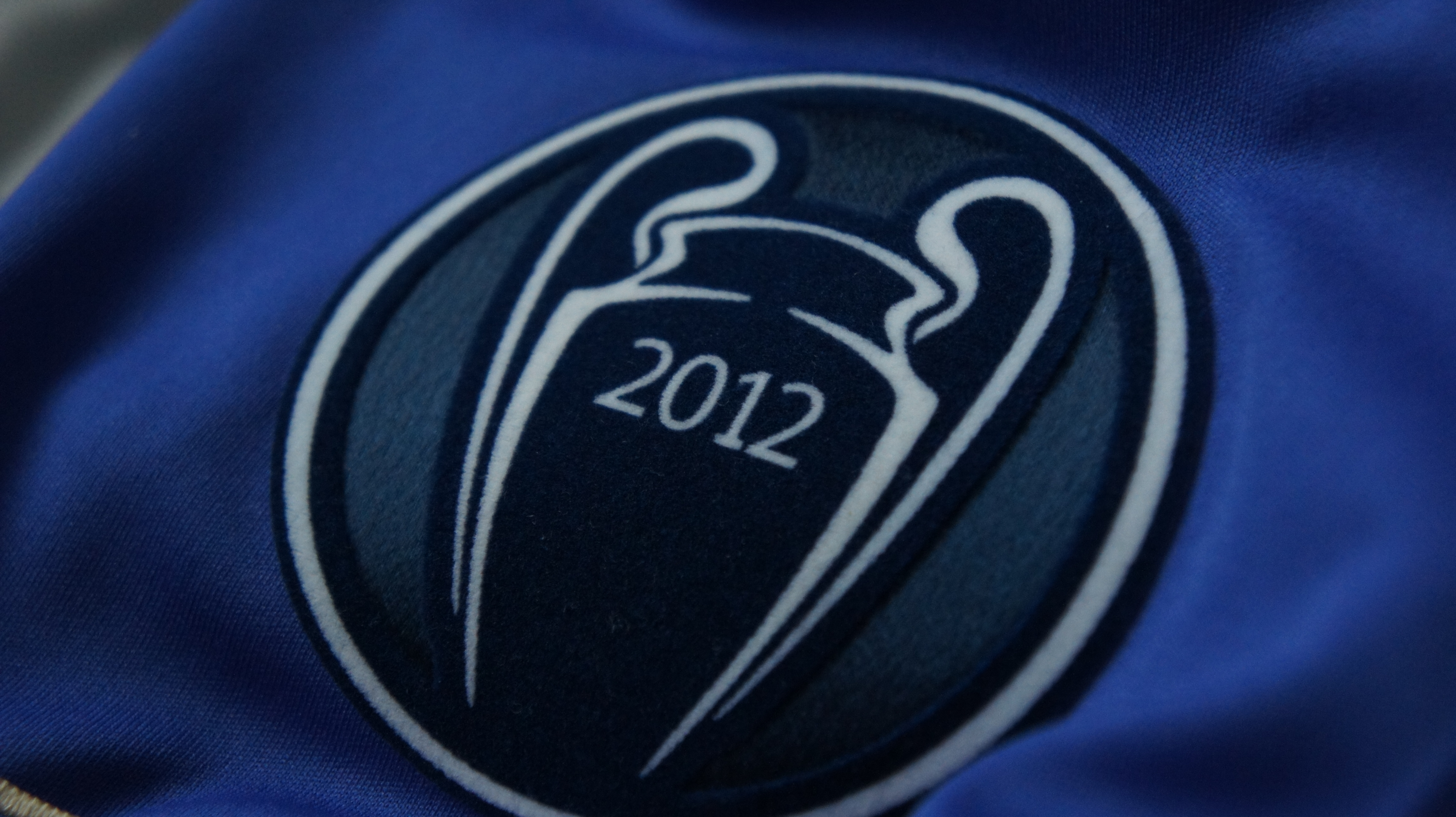
Tarcza obrońcy tytułu według nowego wzoru z 2012, po raz pierwszy na koszulkach piłkarzy Chelsea

Drużynie, która w kolejnym sezonie wygrała rozgrywki Ligi Mistrzów, w całym następnym sezonie, podczas trwania rozgrywek, przysługuje prawo do noszenia tarczy „Obrońcy tytułu”. Emblemat ten został po raz pierwszy pokazany w sezonie 2004/2005. Wówczas prawo do noszenia tej odznaki miała drużyna FC Porto. Na tarczy widnieje także rok, kiedy dana drużyna wygrała rozgrywki.

### Reforma rozgrywek
Od sezonu 2009/2010, zgodnie z zarządzeniem Komitetu Wykonawczego UEFA z 30 listopada 2007, została przeprowadzona reforma dotycząca uczestnictwa drużyn, zwana popularnie „reformą Platiniego”. Ma ona ułatwić awans do fazy grupowej zespołom z lig europejskich zajmujących niższe lokaty w klubowym rankingu UEFA.
Według reformy, 22 zespoły mają zapewniony bezpośredni awans do fazy grupowej, czyli o 6 więcej niż przedtem. Dodatkowe lokaty to mistrzowie lig, które zajmują 10-12. miejsce w rankingu UEFA oraz zespoły, które uplasują się na 3. miejscu w ligach, które zajmują 1-3. lokatę w rankingu. Pozostałe 10 lokat w Lidze Mistrzów przeznaczone jest dla zwycięzców eliminacji. W przeciwieństwie do starego formatu, zespoły zajmujące np. 4. lokatę w lidze angielskiej nie będą rywalizowały z mistrzami Polski, gdyż eliminacje będą dwutorowe. O pierwsze pięć miejsc walczą ze sobą mistrzowie federacji 13-53 (oprócz Liechtensteinu), a o pozostałe pięć nie-mistrzowie z federacji 1-15. Poza tym, datę finału przesunięto ze środy na sobotę 20. tygodnia kalendarzowego, na godzinę 20:45 CET. Ponadto IV runda eliminacyjna jest obsługiwana przez UEFA tak samo jak faza grupowa.
Decyzja ta spotkała się ze sprzeciwem grupy G-14. Platini zapowiedział jednak, że reforma zostanie przeprowadzona bez względu na jakiekolwiek protesty, a G-14 została rozwiązana po ugodzie z FIFA i UEFA w sprawie rekompensat za kontuzje zawodników podczas meczów Mistrzostw Świata i Europy.

## System rozgrywek w latach 2012–2024

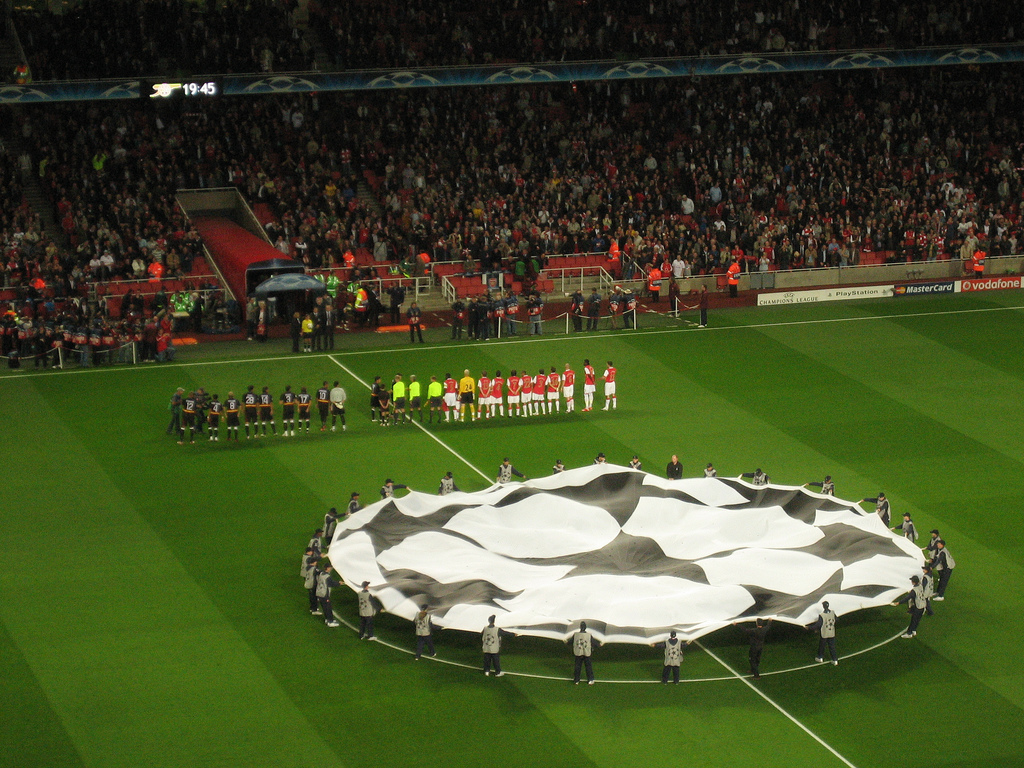
Oficjalny symbol Ligi Mistrzów

Od 2012 rozgrywki grupowe są poprzedzone eliminacjami, w których biorą udział mistrzowie niżej sklasyfikowanych krajów oraz drużyny z trzecich i czwartych miejsc z najlepszych lig europejskich. Sama Liga Mistrzów składała się z dwóch faz. Pierwsza to faza grupowa, gdzie 32 drużyny grały w 8 grupach po 4 w każdej. Wszystkie drużyny grały ze sobą dwa razy. Z każdej grupy awansowały dwa najlepsze kluby, natomiast trzecia drużyna spadała do Ligi Europy. Druga faza (play off) rozgrywana była systemem pucharowym. Drużyny z danej pary grały ze sobą dwa razy – raz u siebie, raz na wyjeździe. Do finału awansowały dwie drużyny, które rozgrywły tylko jedno spotkanie na ustalonym przed startem rozgrywek neutralnym stadionie.

## System rozgrywek od 2024 roku
Od sezonu 2024/2025 powiększono liczbę drużyn w fazie głównej turnieju do 36. Ponadto, zrezygnowano z 8 grup, w których miejsce utworzono jedną grupę (ligę), w której każda z drużyn ma do rozegrania osiem meczów z ośmioma różnymi rywalami wybranymi przez losowanie (dana drużyna rozgrywa po cztery mecze u siebie i na wyjeździe).
Drużyny z miejsc 1-8 awansują bezpośrednio do 1/8 finału, drużyny z miejsc 9-24 rozegrają baraże o awans do 1/8 finału (tzw. faza play-off), a drużyny z miejsc 25-36 definitywnie odpadają z rozgrywek. Od sezonu 2024/2025 zrezygnowano ze spadków do Ligi Europy.
Faza pucharowa pozostała bez zmian.

## Finały Pucharu Mistrzów
| Sezon     | Zwycięzca             | Pokonany                 | Wynik                                             | Stadion                                 |
| --------- | --------------------- | ------------------------ | ------------------------------------------------- | --------------------------------------- |
| 1955/1956 | Real Madryt           | Stade de Reims           | 4:3 (2:2)                                         | Parc des Princes w Paryżu               |
| 1956/1957 | Real Madryt           | ACF Fiorentina           | 2:0 (0:0)                                         | Estadio Santiago Bernabéu w Madrycie    |
| 1957/1958 | Real Madryt           | A.C. Milan               | 3:2 (0:0, 2:2, 2:2), po dogrywce                  | Stadion Heysel w Brukseli               |
| 1958/1959 | Real Madryt           | Stade de Reims           | 2:0 (1:0)                                         | Neckarstadion w Stuttgarcie             |
| 1959/1960 | Real Madryt           | Eintracht Frankfurt      | 7:3 (3:1)                                         | Hampden Park w Glasgow                  |
| 1960/1961 | SL Benfica            | FC Barcelona             | 3:2 (2:1)                                         | Wankdorfstadion w Bernie                |
| 1961/1962 | SL Benfica            | Real Madryt              | 5:3 (2:3)                                         | Stadion Olimpijski w Amsterdamie        |
| 1962/1963 | A.C. Milan            | SL Benfica               | 2:1 (0:1)                                         | Stadion Wembley w Londynie              |
| 1963/1964 | Inter Mediolan        | Real Madryt              | 3:1 (1:0)                                         | Praterstadion w Wiedniu                 |
| 1964/1965 | Inter Mediolan        | SL Benfica               | 1:0 (1:0)                                         | San Siro w Mediolanie                   |
| 1965/1966 | Real Madryt           | Partizan Belgrad         | 2:1 (0:0)                                         | Stadion Heysel w Brukseli               |
| 1966/1967 | Celtic F.C.           | Inter Mediolan           | 2:1 (0:1)                                         | Estádio Nacional w Lizbonie             |
| 1967/1968 | Manchester United     | SL Benfica               | 4:1 (0:0, 1:1, 4:1), po dogrywce                  | Stadion Wembley w Londynie              |
| 1968/1969 | A.C. Milan            | Ajax Amsterdam           | 4:1 (2:0)                                         | Estadio Santiago Bernabéu w Madrycie    |
| 1969/1970 | Feyenoord Rotterdam   | Celtic F.C.              | 2:1 (1:1, 1:1, 1:1), po dogrywce                  | San Siro w Mediolanie                   |
| 1970/1971 | Ajax Amsterdam        | Panathinaikos Ateny      | 2:0 (1:0)                                         | Stadion Wembley w Londynie              |
| 1971/1972 | Ajax Amsterdam        | Inter Mediolan           | 2:0 (0:0)                                         | Stadion De Kuip w Rotterdamie           |
| 1972/1973 | Ajax Amsterdam        | Juventus F.C.            | 1:0 (1:0)                                         | Stadion Crvena zvezda w Belgradzie      |
| 1973/1974 | Bayern Monachium      | Atlético Madryt          | 1:1 (0:0, 0:0, 0:0), po dogrywce, powt. 4:0 (1:0) | Stadion Heysel w Brukseli               |
| 1974/1975 | Bayern Monachium      | Leeds United             | 2:0 (0:0)                                         | Parc des Princes w Paryżu               |
| 1975/1976 | Bayern Monachium      | AS Saint-Étienne         | 1:0 (0:0)                                         | Hampden Park w Glasgow                  |
| 1976/1977 | Liverpool F.C.        | Borussia Mönchengladbach | 3:1 (1:0)                                         | Stadio Olimpico w Rzymie                |
| 1977/1978 | Liverpool F.C.        | Club Brugge              | 1:0 (0:0)                                         | Stadion Wembley w Londynie              |
| 1978/1979 | Nottingham Forest     | Malmö FF                 | 1:0 (1:0)                                         | Stadion Olimpijski w Monachium          |
| 1979/1980 | Nottingham Forest     | Hamburger SV             | 1:0 (1:0)                                         | Estadio Santiago Bernabéu w Madrycie    |
| 1980/1981 | Liverpool F.C.        | Real Madryt              | 1:0 (0:0)                                         | Parc des Princes w Paryżu               |
| 1981/1982 | Aston Villa           | Bayern Monachium         | 1:0 (0:0)                                         | Stadion De Kuip w Rotterdamie           |
| 1982/1983 | Hamburger SV          | Juventus F.C.            | 1:0 (1:0)                                         | Stadion Olimpijski w Atenach            |
| 1983/1984 | Liverpool F.C.        | AS Roma                  | 1:1 (1:1, 1:1, 1:1), po dogrywce, karne 4:2       | Stadio Olimpico w Rzymie                |
| 1984/1985 | Juventus F.C.         | Liverpool F.C.           | 1:0 (0:0)                                         | Stadion Heysel w Brukseli               |
| 1985/1986 | Steaua Bukareszt      | FC Barcelona             | 0:0 (0:0, 0:0, 0:0), po dogrywce, karne 2:0       | Estadio Ramón Sánchez Pizjuán w Sewilli |
| 1986/1987 | FC Porto              | Bayern Monachium         | 2:1 (0:1)                                         | Praterstadion w Wiedniu                 |
| 1987/1988 | PSV Eindhoven         | SL Benfica               | 0:0 (0:0, 0:0, 0:0), po dogrywce, karne 6:5       | Neckarstadion w Stuttgarcie             |
| 1988/1989 | A.C. Milan            | Steaua Bukareszt         | 4:0 (3:0)                                         | Camp Nou w Barcelonie                   |
| 1989/1990 | A.C. Milan            | SL Benfica               | 1:0 (0:0)                                         | Praterstadion w Wiedniu                 |
| 1990/1991 | Crvena zvezda Belgrad | Olympique Marsylia       | 0:0 (0:0, 0:0, 0:0), po dogrywce, karne 5:3       | Stadio San Nicola w Bari                |
| 1991/1992 | FC Barcelona          | Sampdoria Genua          | 1:0 (0:0, 0:0, 1:0), po dogrywce                  | Stadion Wembley w Londynie              |
|           |                       |                          |                                                   |                                         |
| 1992/1993 | Olympique Marsylia    | A.C. Milan               | 1:0 (1:0)                                         | Stadion Olimpijski w Monachium          |
| 1993/1994 | A.C. Milan            | FC Barcelona             | 4:0 (2:0)                                         | Stadion Olimpijski w Atenach            |
| 1994/1995 | Ajax Amsterdam        | A.C. Milan               | 1:0 (0:0)                                         | Ernst-Happel-Stadion w Wiedniu          |
| 1995/1996 | Juventus F.C.         | Ajax Amsterdam           | 1:1 (1:1, 1:1, 1:1), po dogrywce, karne 4:2       | Stadio Olimpico w Rzymie                |
| 1996/1997 | Borussia Dortmund     | Juventus F.C.            | 3:1 (2:0)                                         | Stadion Olimpijski w Monachium          |
| 1997/1998 | Real Madryt           | Juventus F.C.            | 1:0 (0:0)                                         | Amsterdam ArenA w Amsterdamie           |
| 1998/1999 | Manchester United     | Bayern Monachium         | 2:1 (0:1)                                         | Camp Nou w Barcelonie                   |
| 1999/2000 | Real Madryt           | Valencia CF              | 3:0 (1:0)                                         | Stade de France w Saint-Denis           |
| 2000/2001 | Bayern Monachium      | Valencia CF              | 1:1 (0:1, 1:1, 1:1), po dogrywce, karne 5:4       | Stadion Giuseppego Meazzy w Mediolanie  |
| 2001/2002 | Real Madryt           | Bayer Leverkusen         | 2:1 (2:1)                                         | Hampden Park w Glasgow                  |
| 2002/2003 | A.C. Milan            | Juventus F.C.            | 0:0 (0:0, 0:0, 0:0), po dogrywce, karne 3:2       | Old Trafford w Manchesterze             |
| 2003/2004 | FC Porto              | AS Monaco                | 3:0 (1:0)                                         | Arena AufSchalke w Gelsenkirchen        |
| 2004/2005 | Liverpool F.C.        | A.C. Milan               | 3:3 (0:3, 3:3, 3:3), po dogrywce, karne 3:2       | Atatürk Olimpiyat w Stambule            |
| 2005/2006 | FC Barcelona          | Arsenal F.C.             | 2:1 (0:1)                                         | Stade de France w Saint-Denis           |
| 2006/2007 | A.C. Milan            | Liverpool F.C.           | 2:1 (1:0)                                         | Stadion Olimpijski w Atenach            |
| 2007/2008 | Manchester United     | Chelsea F.C.             | 1:1 (1:1, 1:1, 1:1), po dogrywce, karne 6:5       | Stadion Łużniki w Moskwie               |
| 2008/2009 | FC Barcelona          | Manchester United        | 2:0 (1:0)                                         | Stadio Olimpico w Rzymie                |
| 2009/2010 | Inter Mediolan        | Bayern Monachium         | 2:0 (1:0)                                         | Estadio Santiago Bernabéu w Madrycie    |
| 2010/2011 | FC Barcelona          | Manchester United        | 3:1 (1:1)                                         | Stadion Wembley w Londynie              |
| 2011/2012 | Chelsea F.C.          | Bayern Monachium         | 1:1 (0:0, 1:1, 1:1), po dogrywce, karne 4:3       | Allianz Arena w Monachium               |
| 2012/2013 | Bayern Monachium      | Borussia Dortmund        | 2:1 (0:0)                                         | Stadion Wembley w Londynie              |
| 2013/2014 | Real Madryt           | Atlético Madryt          | 4:1 (0:1, 1:1, 1:1), po dogrywce                  | Estádio da Luz w Lizbonie               |
| 2014/2015 | FC Barcelona          | Juventus F.C.            | 3:1 (1:0)                                         | Stadion Olimpijski w Berlinie           |
| 2015/2016 | Real Madryt           | Atlético Madryt          | 1:1 (1:0, 1:1, 1:1), po dogrywce, karne 5:3       | Stadion Giuseppego Meazzy w Mediolanie  |
| 2016/2017 | Real Madryt           | Juventus F.C.            | 4:1 (1:1)                                         | Millennium Stadium w Cardiff            |
| 2017/2018 | Real Madryt           | Liverpool F.C.           | 3:1 (0:0)                                         | Stadion Olimpijski w Kijowie            |
| 2018/2019 | Liverpool F.C.        | Tottenham Hotspur        | 2:0 (1:0)                                         | Wanda Metropolitano w Madrycie          |
| 2019/2020 | Bayern Monachium      | Paris Saint-Germain      | 1:0 (0:0)                                         | Estádio da Luz w Lizbonie               |
| 2020/2021 | Chelsea F.C.          | Manchester City          | 1:0 (1:0)                                         | Estádio do Dragão w Porto               |
| 2021/2022 | Real Madryt           | Liverpool F.C.           | 1:0 (0:0)                                         | Stade de France w Saint-Denis           |
| 2022/2023 | Manchester City       | Inter Mediolan           | 1:0 (0:0)                                         | Atatürk Olimpiyat w Stambule            |
| 2023/2024 | Real Madryt           | Borussia Dortmund        | 2:0 (0:0)                                         | Stadion Wembley w Londynie              |
| 2024/2025 | Paris Saint-Germain   | Inter Mediolan           | 5:0 (2:0)                                         | Allianz Arena w Monachium               |
| 2025/2026 |                       |                          |                                                   | Puskás Aréna w Budapeszcie              |
| 2026/2027 |                       |                          |                                                   | Wanda Metropolitano w Madrycie          |

## Osiągnięcia według klubów
| Drużyna                  | Mistrz | Wicemistrz | Mistrz (lata)                                                                            | Wicemistrz (lata)                        |
| ------------------------ | ------ | ---------- | ---------------------------------------------------------------------------------------- | ---------------------------------------- |
| Real Madryt              | 15     | 3          | 1956, 1957, 1958, 1959, 1960, 1966, 1998, 2000, 2002, 2014, 2016, 2017, 2018, 2022, 2024 | 1962, 1964, 1981                         |
| A.C. Milan               | 7      | 4          | 1963, 1969, 1989, 1990, 1994, 2003, 2007                                                 | 1958, 1993, 1995, 2005                   |
| Bayern Monachium         | 6      | 5          | 1974, 1975, 1976, 2001, 2013, 2020                                                       | 1982, 1987, 1999, 2010, 2012             |
| Liverpool F.C.           | 6      | 4          | 1977, 1978, 1981, 1984, 2005, 2019                                                       | 1985, 2007, 2018, 2022                   |
| FC Barcelona             | 5      | 3          | 1992, 2006, 2009, 2011, 2015                                                             | 1961, 1986, 1994                         |
| Ajax Amsterdam           | 4      | 2          | 1971, 1972, 1973, 1995                                                                   | 1969, 1996                               |
| Inter Mediolan           | 3      | 4          | 1964, 1965, 2010                                                                         | 1967, 1972, 2023, 2025                   |
| Manchester United        | 3      | 2          | 1968, 1999, 2008                                                                         | 2009, 2011                               |
| Juventus F.C.            | 2      | 7          | 1985, 1996                                                                               | 1973, 1983, 1997, 1998, 2003, 2015, 2017 |
| SL Benfica               | 2      | 5          | 1961, 1962                                                                               | 1963, 1965, 1968, 1988, 1990             |
| Chelsea F.C.             | 2      | 1          | 2012, 2021                                                                               | 2008                                     |
| Nottingham Forest        | 2      | 0          | 1979, 1980                                                                               | –                                        |
| FC Porto                 | 2      | 0          | 1987, 2004                                                                               | –                                        |
| Borussia Dortmund        | 1      | 2          | 1997                                                                                     | 2013, 2024                               |
| Celtic F.C.              | 1      | 1          | 1967                                                                                     | 1970                                     |
| Hamburger SV             | 1      | 1          | 1983                                                                                     | 1980                                     |
| Steaua Bukareszt         | 1      | 1          | 1986                                                                                     | 1989                                     |
| Olympique Marsylia       | 1      | 1          | 1993                                                                                     | 1991                                     |
| Manchester City          | 1      | 1          | 2023                                                                                     | 2021                                     |
| Paris Saint-Germain      | 1      | 1          | 2025                                                                                     | 2020                                     |
| Feyenoord Rotterdam      | 1      | 0          | 1970                                                                                     | –                                        |
| Aston Villa              | 1      | 0          | 1982                                                                                     | –                                        |
| PSV Eindhoven            | 1      | 0          | 1988                                                                                     | –                                        |
| Crvena zvezda Belgrad    | 1      | 0          | 1991                                                                                     | –                                        |
| Atlético Madryt          | 0      | 3          | –                                                                                        | 1974, 2014, 2016                         |
| Stade de Reims           | 0      | 2          | –                                                                                        | 1956, 1959                               |
| Valencia CF              | 0      | 2          | –                                                                                        | 2000, 2001                               |
| ACF Fiorentina           | 0      | 1          | –                                                                                        | 1957                                     |
| Eintracht Frankfurt      | 0      | 1          | –                                                                                        | 1960                                     |
| Partizan Belgrad         | 0      | 1          | –                                                                                        | 1966                                     |
| Panathinaikos Ateny      | 0      | 1          | –                                                                                        | 1971                                     |
| Leeds United             | 0      | 1          | –                                                                                        | 1975                                     |
| AS Saint-Étienne         | 0      | 1          | –                                                                                        | 1976                                     |
| Borussia Mönchengladbach | 0      | 1          | –                                                                                        | 1977                                     |
| Club Brugge              | 0      | 1          | –                                                                                        | 1978                                     |
| Malmö FF                 | 0      | 1          | –                                                                                        | 1979                                     |
| AS Roma                  | 0      | 1          | –                                                                                        | 1984                                     |
| Sampdoria Genua          | 0      | 1          | –                                                                                        | 1992                                     |
| Bayer 04 Leverkusen      | 0      | 1          | –                                                                                        | 2002                                     |
| AS Monaco                | 0      | 1          | –                                                                                        | 2004                                     |
| Arsenal F.C.             | 0      | 1          | –                                                                                        | 2006                                     |
| Tottenham Hotspur        | 0      | 1          | –                                                                                        | 2019                                     |

## Osiągnięcia według państw
| Lp. | Kraj       | Liczba zwycięstw | Liczba finalistów | Kluby (tytuły/finały) |
| --- | ---------- | ---------------- | ----------------- | --- |
| 1.  | Hiszpania  | 20               | 11                | Real Madryt (15/18), FC Barcelona (5/8), Atlético Madryt (0/3), Valencia CF (0/2) |
| 2.  | Anglia     | 15               | 11                | Liverpool (6/10), Manchester United (3/5), Chelsea (2/3), Nottingham Forest (2/2), Manchester City (1/2), Aston Villa (1/1), Arsenal (0/1), Leeds United (0/1), Tottenham Hotspur (0/1) |
| 3.  | Włochy     | 12               | 18                | AC Milan (7/11), Inter Mediolan (3/7), Juventus Turyn (2/9), AC Fiorentina (0/1), AS Roma (0/1), Sampdoria Genua (0/1)                                                                  |
| 4.  | Niemcy     | 8                | 11                | Bayern Monachium (6/11), Borussia Dortmund (1/3), Hamburger SV (1/2), Bayer Leverkusen (0/1), Borussia Mönchengladbach (0/1), Eintracht Frankfurt (0/1)                                 |
| 5.  | Holandia   | 6                | 2                 | Ajax Amsterdam (4/6), Feyenoord Rotterdam (1/1), PSV Eindhoven (1/1) |
| 6.  | Portugalia | 4                | 5                 | SL Benfica (2/7), FC Porto (2/2) |
| 7.  | Francja    | 2                | 6                 | Olympique Marsylia (1/2), Stade de Reims (0/2), AS Monaco (0/1), Paris Saint-Germain (1/2), AS Saint-Étienne (0/1)                                                                      |
| 8.  | Jugosławia | 1                | 1                 | Crvena zvezda Belgrad (1/1), Partizan Belgrad (0/1) |
| 8.  | Rumunia    | 1                | 1                 | Steaua Bukareszt (1/2) |
| 8.  | Szkocja    | 1                | 1                 | Celtic (1/2) |
| 11. | Belgia     | 0                | 1                 | Club Brugge (0/1) |
| 11. | Grecja     | 0                | 1                 | Panathinaikos Ateny (0/1) |
| 11. | Szwecja    | 0                | 1                 | Malmö FF (0/1) |

Od czasu rozpoczęcia rozgrywek, ośmiokrotnie miało miejsce rozgrywanie finału Ligi Mistrzów przez drużyny ligowe z tej samej federacji. W finale grały drużyny z Hiszpanii w 2000, 2014 oraz w 2016, z Włoch w 2003, z Anglii w 2008, 2019 oraz w 2021, oraz z Niemiec w 2013.

## Osiągnięcia polskich klubów
W epoce Pucharu Europy Mistrzów Krajowych (do 1992 roku) największym sukcesem polskich klubów było dotarcie do półfinału. Sztuka ta udała się dwóm polskim klubom: Legii Warszawa (w sezonie 1969/1970) oraz Widzewowi Łódź (w sezonie 1982/1983). Dodatkowo, Górnikowi Zabrze udało się zagrać w ćwierćfinale (w sezonie 1967/1968), podobnie jak Ruchowi Chorzów w sezonie 1974/1975 oraz Wiśle Kraków w sezonie 1978/1979. W 1992 roku UEFA powołała do życia Ligę Mistrzów, która zastąpiła Puchar Europy Mistrzów Krajowych. Wówczas też zreformowano system rozgrywek wprowadzając fazę grupową (poprzedni system rozgrywek był systemem całkowicie pucharowym) oraz kwalifikacje do tychże rozgrywek. Po wprowadzeniu Ligi Mistrzów polskie kluby zakwalifikowały się do fazy grupowej trzykrotnie, zaś największym sukcesem było osiągnięcie przez Legię Warszawa ćwierćfinału w sezonie 1995/1996.
Polskie kluby w fazie grupowej Ligi Mistrzów:
- Legia Warszawa (1995/1996, 2016/2017)
- Widzew Łódź (1996/1997)

## Najlepsi strzelcy
Zestawienie piłkarzy, którzy zdobyli dużą liczbę goli w meczach Pucharu Europejskich Mistrzów Krajowych / Ligi Mistrzów UEFA (od 1955 roku, łącznie z meczami kwalifikacyjnymi).
Pogrubioną czcionką – zostali zaznaczeni piłkarze, którzy kontynuują karierę piłkarską.

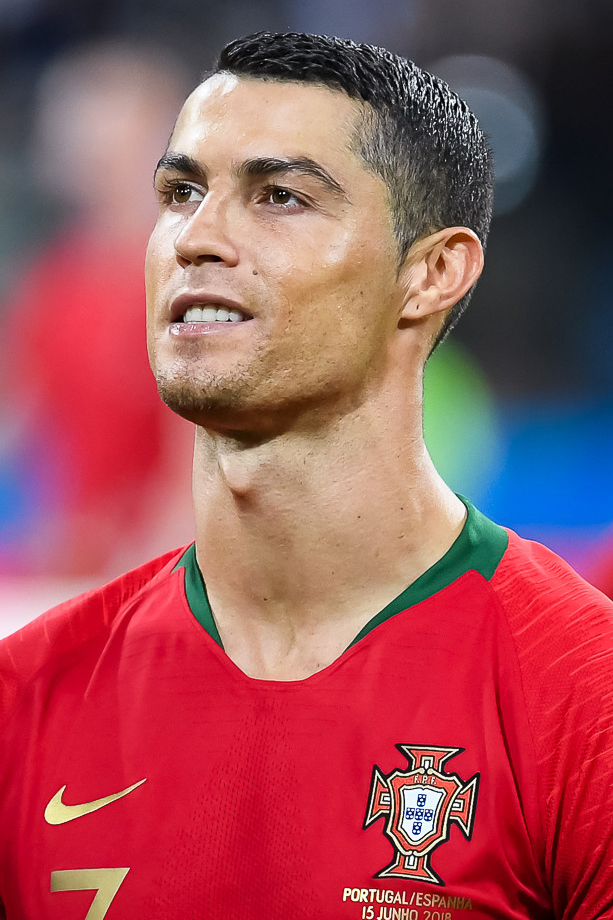
Najlepszy strzelec
Cristiano Ronaldo

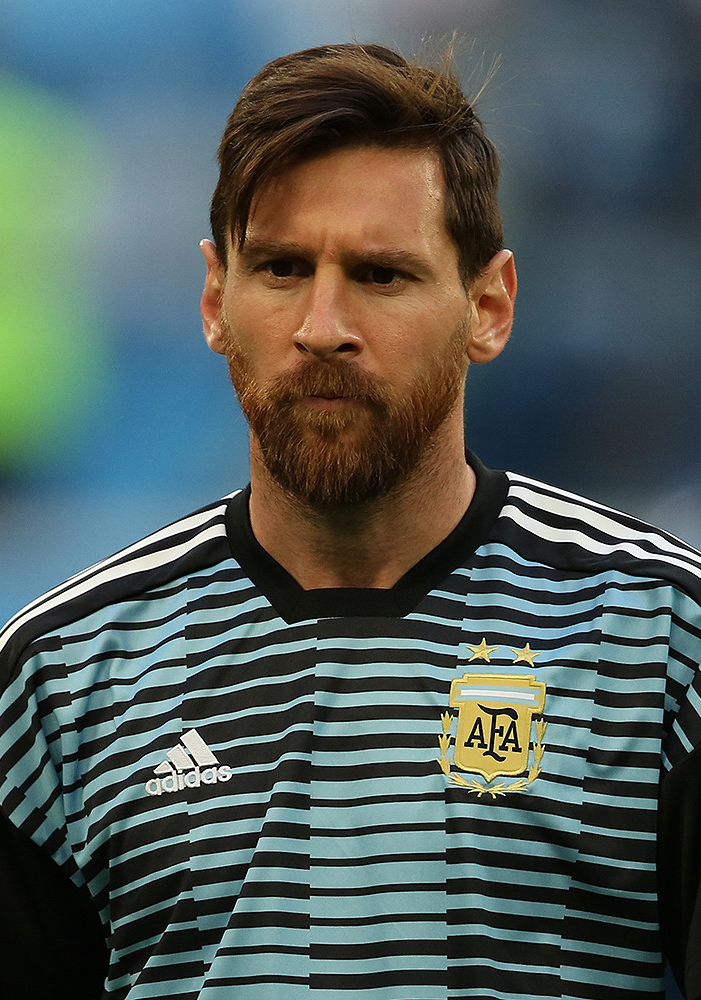
Lionel Messi

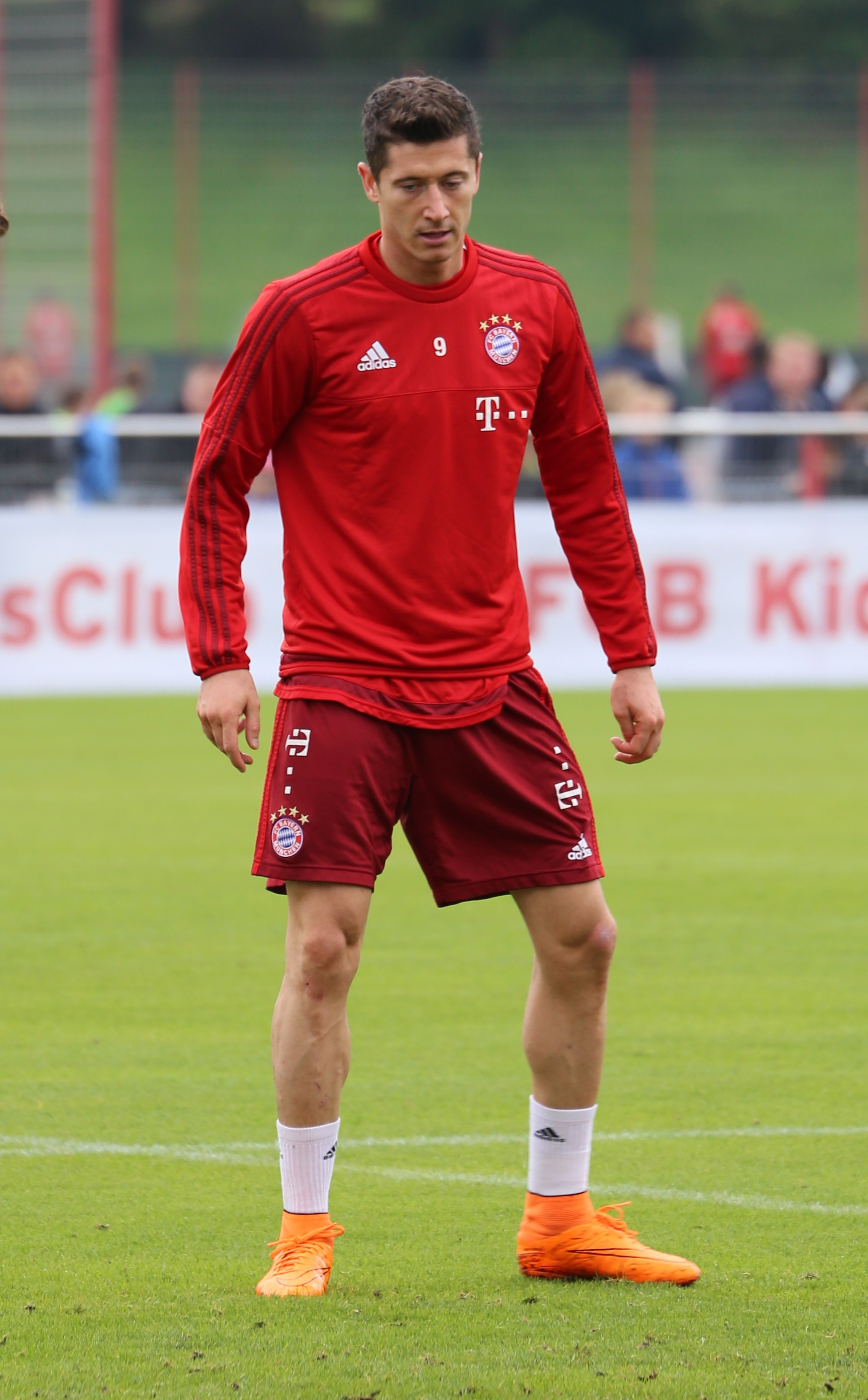
Robert Lewandowski

Skróty:
- FP – gole w fazie pucharowej
- FG – gole w fazie grupowej
- FK – gole w fazie kwalifikacyjnej

Stan na 9 kwietnia 2025
| Lp. | Piłkarz              | Gole | FP | FG | FK | Mecze | Skuteczność | Lata      | Kluby                                                                                                 |
| --- | -------------------- | ---- | -- | -- | -- | ----- | ----------- | --------- | --- |
| 1.  | Cristiano Ronaldo    | 141  | 67 | 73 | 1  | 186   | 0,76        | 2002–     | Manchester United (22) Real Madryt (105) Juventus (14)                                                |
| 2.  | Lionel Messi         | 129  | 49 | 80 | 0  | 164   | 0,78        | 2004–     | FC Barcelona (120) Paris Saint-Germain (9)                                                            |
| 3.  | Robert Lewandowski   | 105  | 34 | 71 | 0  | 131   | 0,80        | 2011–     | Borussia Dortmund (17) Bayern Monachium (69) FC Barcelona (19)                                        |
| 4.  | Karim Benzema        | 90   | 33 | 56 | 0  | 147   | 0,61        | 2005–     | Olympique Lyon (12) Real Madryt (76)                                                                  |
| 5.  | Raúl                 | 71   | 18 | 53 | 0  | 144   | 0,49        | 1995–2011 | Real Madryt (66) FC Schalke 04 (5)                                                                    |
| 6.  | Ruud van Nistelrooy  | 60   | 6  | 50 | 4  | 81    | 0,74        | 1998–2009 | PSV Eindhoven (9) Manchester United (38) Real Madryt (13)                                             |
| 7.  | Andrij Szewczenko    | 59   | 17 | 31 | 11 | 115   | 0,51        | 1994–2011 | Dynamo Kijów (22) A.C. Milan (33) Chelsea (4)                                                         |
| 8.  | Thomas Müller        | 53   | 23 | 26 | 0  | 156   | 0,33        | 2009–     | Bayern Monachium                                                                                      |
| 9.  | Thierry Henry        | 51   | 12 | 38 | 1  | 114   | 0,45        | 1997–2010 | AS Monaco (7) Arsenal (35) FC Barcelona (9)                                                           |
| 10. | Filippo Inzaghi      | 50   | 16 | 30 | 4  | 85    | 0,59        | 1997–2012 | Juventus (17) A.C. Milan (33)                                                                         |
| 11. | Alfredo Di Stéfano   | 49   |    |    |    | 58    | 0,84        | 1955–1964 | Real Madryt                                                                                           |
| 11. | Zlatan Ibrahimović   | 49   | 11 | 37 | 1  | 120   | 0,40        | 2005–2023 | AFC Ajax (7) Juventus (3) Inter Mediolan (6) FC Barcelona (4) A.C. Milan (9) Paris Saint-Germain (20) |
| 13. | Mohamed Salah        | 48   | 12 | 32 | 4  | 88    | 0,55        | 2012–     | FC Basel (5) AS Roma (1) Liverpool (42)                                                               |
| 14. | Eusébio              | 47   |    |    |    | 64    | 0,73        | 1961–1974 | SL Benfica                                                                                            |
| 14. | Sergio Agüero        | 45   | 7  | 32 | 6  | 75    | 0,60        | 2008–2021 | Atlético Madryt (8) Manchester City (37)                                                              |
| 15. | Alessandro Del Piero | 44   | 9  | 33 | 2  | 92    | 0,48        | 1995–2009 | Juventus                                                                                              |
| 15. | Didier Drogba        | 44   | 14 | 30 | 0  | 93    | 0,46        | 2003–2015 | Olympique Marsylia (5) Chelsea (36) Galatasaray SK (3)                                                |
| 16. | Neymar               | 43   | 13 | 30 | 0  | 81    | 0,53        | 2013–     | FC Barcelona (21) Paris Saint-Germain (22)                                                            |
| 17. | Kylian Mbappé        | 40   | 15 | 25 | 0  | 60    | 0,67        | 2016–     | AS Monaco (6) Paris Saint-Germain (34)                                                                |
| 18. | Fernando Morientes   | 39   | 9  | 24 | 6  | 104   | 0,38        | 1997–2009 | Real Madryt (19) AS Monaco (9) Liverpool (3) Valencia CF (8)                                          |
| 19. | Ferenc Puskás        | 36   |    |    |    | 41    | 0,88        | 1956–1966 | Budapest Honvéd (1) Real Madryt (35)                                                                  |
| 20. | Edinson Cavani       | 35   | 6  | 28 | 0  | 60    | 0,57        | 2011–     | SSC Napoli (5) Paris Saint-Germain (29)                                                               |
| 21. | Erling Haaland       | 35   | 13 | 22 | 0  | 29    | 1.20        | 2019–     | Red Bull Salzburg (8) Borussia Dortmund (15) Manchester City (12)                                     |
| 22. | Gerd Müller          | 34   |    |    |    | 35    | 0,97        | 1972–1977 | Bayern Monachium                                                                                      |
| 22. | Wayne Rooney         | 34   | 14 | 16 | 4  | 85    | 0,35        | 2004–2016 | Manchester United                                                                                     |
| 24. | Samuel Eto’o         | 33   | 10 | 20 | 3  | 80    | 0,38        | 2004–2014 | RCD Mallorca (1) FC Barcelona (19) Inter Mediolan (10) Chelsea (3)                                    |
| 25. | David Trezeguet      | 32   | 6  | 23 | 3  | 61    | 0,52        | 1997–2009 | AS Monaco (4) Juventus (28)                                                                           |
| 25. | Arjen Robben         | 32   | 16 | 15 | 1  | 111   | 0,28        | 2002–     | PSV Eindhoven (3) Chelsea (2) Real Madryt (1) Bayern Monachium (26)                                   |
| 27. | Serhij Rebrow        | 31   | 1  | 19 | 11 | 68    | 0,46        | 1993–2007 | Dynamo Kijów                                                                                          |
| 27. | Luis Suárez          | 31   | 13 | 14 | 4  | 78    | 0,40        | 2007–     | AFC Ajax (5) FC Barcelona (25) Atlético Madryt (1)                                                    |
| 27. | Rivaldo              | 31   | 2  | 25 | 4  | 78    | 0,39        | 1997–2007 | FC Barcelona (25) A.C. Milan (2) Olympiakos SFP (3) AEK Ateny (1)                                     |
| 27. | Antoine Griezmann    | 31   | 7  | 23 | 1  | 87    | 0,36        | 2013–     | Real Sociedad (1) Atlético Madryt (26) FC Barcelona (4)                                               |
| 31. | Steven Gerrard       | 30   | 6  | 15 | 9  | 73    | 0,41        | 2001–2015 | Liverpool                                                                                             |
| 31. | Patrick Kluivert     | 30   | 4  | 25 | 1  | 75    | 0,40        | 1994–2006 | AFC Ajax (9) FC Barcelona (21)                                                                        |
| 31. | Kaká                 | 30   | 11 | 19 | 0  | 88    | 0,34        | 2003–2014 | A.C. Milan (25) Real Madryt (5)                                                                       |
| 31. | Francisco Gento      | 30   |    |    |    | 89    | 0,34        | 1955–1969 | Real Madryt                                                                                           |
| 31. | Ryan Giggs           | 30   | 6  | 22 | 2  | 151   | 0,20        | 1993–2011 | Manchester United                                                                                     |

## Prawa telewizyjne w Polsce
Od sezonu 2024/2025 do sezonu 2026/2027 wyłączne prawa do Ligi Mistrzów pozyskał CANAL+.